# Dziadzionki Górne
Dziadzionki Górne – dawna kolonia. Tereny na których leżała znajdują się obecnie na Białorusi, w obwodzie witebskim, w rejonie postawskim, w sielsowiecie Wołki.

## Historia
W czasach zaborów ówczesna wieś leżała w gminie Norzyca, w powiecie wilejskim w guberni wileńskiej Imperium Rosyjskiego.
W dwudziestoleciu międzywojennym wieś a następnie kolonia leżała w Polsce, w województwie wileńskim, w powiecie duniłowickim (od 1926 postawskim), w gminie Norzyca.
Według Powszechnego Spisu Ludności z 1921 roku zamieszkiwało tu 105 osób, 66 były wyznania rzymskokatolickiego a 39 prawosławnego. Jednocześnie 97 mieszkańców zadeklarowało polską a 10 białoruską przynależność narodową. Były tu 23 budynki mieszkalne. W 1931 w 24 domach zamieszkiwało 99 osób.
Wierni należeli do parafii rzymskokatolickiej w Duniłowiczach i prawosławnej w Łasicy. Miejscowość podlegała pod Sąd Grodzki w Duniłowiczach i Okręgowy w Wilnie; właściwy urząd pocztowy mieścił się w Łasicy.
W 1938 roku miejscowość należała do gromady Łasica gminy Norzyca.